# Оять (селище при залізничній станції)
Оять (рос. Оять) — селище залізничної станції у Лодєйнопольському районі Ленінградської області Російської Федерації.
Населення становить 122 особи. Належить до муніципального утворення Доможировське сільське поселення.

## Історія
Згідно із законом від 20 вересня 2004 року № 63-оз належить до муніципального утворення Доможировське сільське поселення.

## Населення
| 1926 | 1950 | 1997 | 2007 | 2010 | 2014 |
| ---- | ---- | ---- | ---- | ---- | ---- |
| 62   | ↗102 | ↗145 | ↘129 | ↘93  | ↗122 |